# Nieuil
Nieuil település Franciaországban, Charente megyében. Lakosainak száma 889 fő (2022. január 1.). Nieuil Lussac, Saint-Claud, Suaux és Terres-de-Haute-Charente községekkel határos.

## Népesség
A település népességének változása:
| Lakosok száma | 1021 | 931  | 954  | 927  | 920  | 929  | 932  | 932  | 918  | 889  |
|               | 1968 | 1982 | 1990 | 2006 | 2013 | 2015 | 2017 | 2019 | 2020 | 2022 |